# Arracacia xanthorrhiza
L'arracacha (Arracacia xanthorrhiza Bancr.) anche conosciuta come arracache, sedano criollo o mandioquiña sugo è una pianta della famiglia delle Apiacee, originaria delle Ande e coltivata attualmente in Costa Rica, Colombia, Brasile, Perù, Venezuela ed Ecuador tra i 600 e 3.200 mslm.

## Descrizione
La pianta dell'arracacha ha un tronco cilíndrico corto con numerosi scoppi nella parte superiore dove partono le foglie; i suoi fiori sono di colore porpora. La parte commestibile è la radice che assomiglia a una carota ingrossata, che può essere di colore bianco giallo o amaranto a seconda della varietà.
Questa radice tuberosa è apprezzata non solo per il suo sapore e per la sua digestibilità ma anche perché contiene un amido con un alto contenuto di calcio e vitamina A (varietà gialla).

## Usi

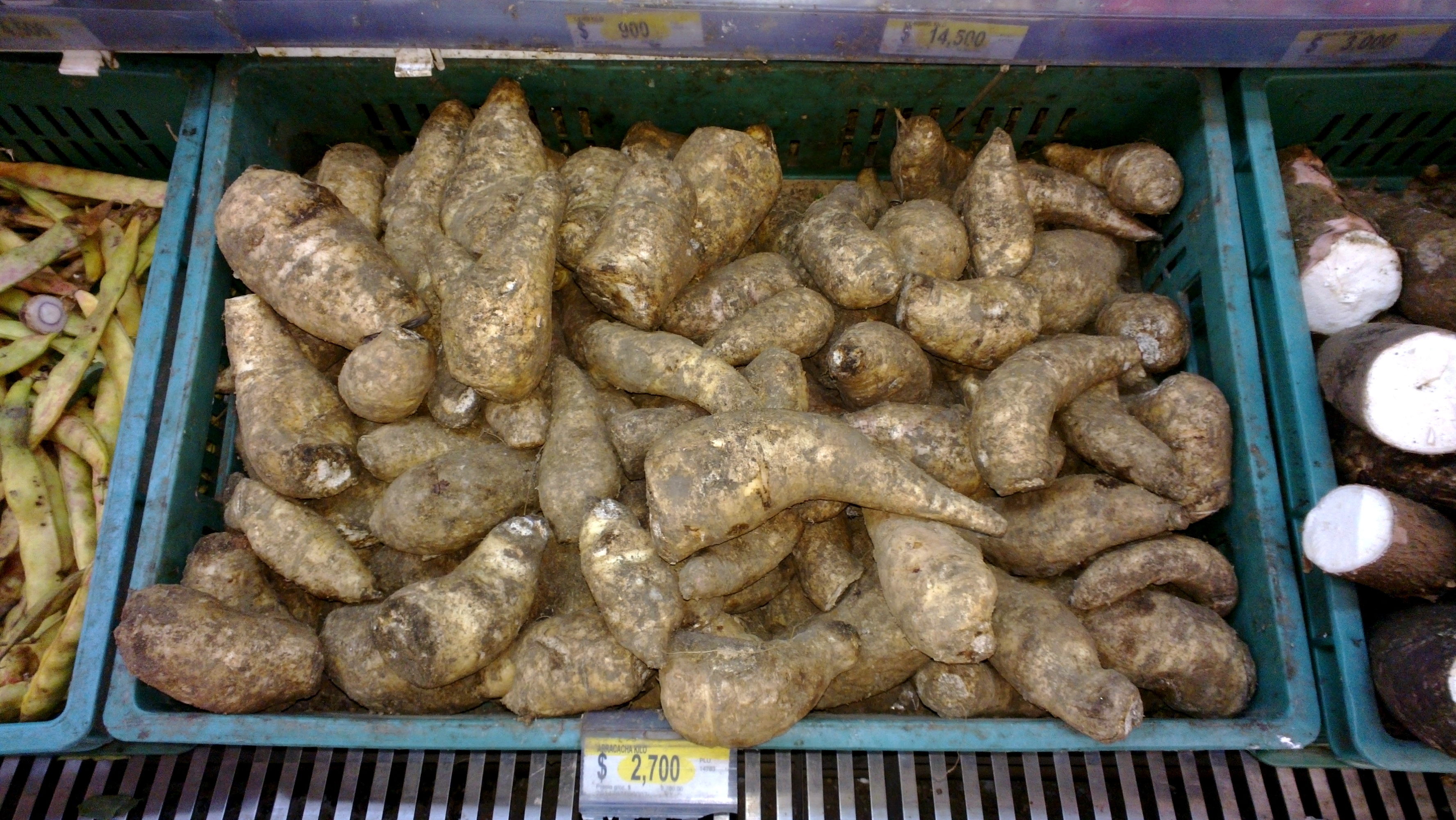
Tuberi di arracacha

L'arracacha si coltiva principalmente per la sua radice che ha un buon sapore ed è di facile digestione, poiché possiede un amino molto fine, alto contenuto di calcio e vitamina A. Il suo principale inconveniente è la sua corta vita di stoccaggio e il trasporto. Dato il suo valore nutrizionale il consumo di arracacha è raccomandato nella dieta alimentare di bambini, anziani e convalescenti.
L'arracacha generalmente viene commercializzaa fresca, ma in Colombia e Brasile hanno sviluppato alcuni prodotti trasformati come farina, arracacha fritta, chicha di arracacha, arracacha precocida, zuppe istantanee e alimenti infantili; in Perù si produce un dolce tipico denominato rallado di arracacha.
In Venezuela è impiegata maggiormente nei sancocho di pollo.

## Produzione
La Colombia è il primo produttore mondiale di arracacha, con una produzione di 116.610 tonnellate. La coltivazione trova in quasi tutti i dipartimenti andini, concentrandosi specialmente nel municipio di Cajamarca, dipartimento del Tolima. In Brasile l'arracacha è stata introdotta; la sua coltivazione realizza principalmente nelle regioni del sud e del sud-est, negli stati di Mine Gerais, Paraná, Espirito Santo e Santa Catarina, e la sua superficie raccolta stima in 12.000 ettari, con una mole commercializzata di 90.000 tonnellate all'anno. In Venezuela l'arracacha coltiva principalmente negli stati di Mérida, Trujillo e Táchira; la produzione stima in vicino a 23.500 tonnellate all'anno. In Ecuador la coltivazione si concentra nella regione di Santo José di Mine; le statistiche permettono stimare la produzione ecuadoriana tra 12.000 e 24.000 tonnellate annuali. In Perù la principale zona produttrice di arracacha trova nel distretto di Sócota, dipartimento di Cajamarca, con un'area coltivata stimata ente 2.000 e 3.000 ettari. In Bolivia la coltivazione sviluppa principalmente in Santo Juan del Miele, nella Provincia di Nor Yungas, a 200 km della Pace, dove stimano 170 ettari di coltivazione.

## Nomi comuni
- Quechua: rakacha, laquchu, huiasampilla
- Aymara: lakachu, lecachu
- Spagnolo: arracacha (Colombia, Perù), arracache (Costa Rica); racacha, sedano criollo o semplicemente sedano (Venezuela), arrecate (America Latina); racacha, virraca, arracacha (Perù); zanahoria blanca (Ecuador)[2]